# Терпсихора
Терпсихора је у грчкој митологији била муза заштитница плеса. Њено име значи „она која воли да игра“. Представљена је прекривена венцима од цвећа, како игра и свира харфу.